# Сапёлкин, Константин Петрович
Константин Петрович Сапёлкин (1918—1995) — советский лётчик-испытатель и пилот ГВФ; Заслуженный пилот СССР (1969), ветеран и сотрудник ГосНИИ ГА.

## Биография
Родился 29 июля 1918 года в Ташкенте.
Начинал летать до Великой Отечественной войны на самолёте По-2. Обучался в Тамбовской лётной школе. Участвовал в Великой Отечественной войне. 31 декабря 1941 года был сбит в районе озера Каспля на Смоленщине; был спасён партизанами. Войну окончил в Берлине в звании лейтенанта.
Затем в числе первых осваивал и испытывал реактивные Ту-104, Ту-114 и управлял флагманом «Аэрофлота» Ил-62.
Награждён орденами Ленина, Трудового Красного Знамени, Красной Звезды, Отечественной войны 2-й и 1-й степеней, а также медалями.
Умер в 1995 году. Похоронен на Донском кладбище в Москве.

## Память
- Имя Константина Сапёлкина было нанесено на аннотационной доске к авиапамятнику Ту-104, установленному на привокзальной площади аэропорта Внуково в 1976 году и уничтоженному в апреле 2005 года;
- Имя Константина Сапёлкина было нанесено на аннотационной доске к авиапамятнику Ту-114, установленному на привокзальной площади аэропорта Домодедово в 1977 году и уничтоженному в июле 2006 года. Ныне доска хранится в музее аэропорта Домодедово;
- Именем Константина Сапёлкина назван самолёт Sukhoi Superjet 100 с регистрационным номером RA-89057[7].